# إليوت سورين
إليوت سورين (بالفرنسية: Eliott Sorin)‏ هو لاعب كرة قدم فرنسي في مركز الوسط، ولد في 1 مارس 1993 في رين في فرنسا. شارك مع منتخب فرنسا تحت 17 سنة لكرة القدم ومنتخب فرنسا تحت 18 سنة لكرة القدم. أما مع النوادي، فقد لعب مع نادي ديجون ونادي هلسينغبورغ.

## وصلات خارجية
- إليوت سورين على موقع قاعدة بيانات كرة القدم.إي يو (الإنجليزية)
- إليوت سورين على موقع Soccerway.com (الإنجليزية)